# Patrick Guillemin
Patrick Guillemin (13 de noviembre de 1950 – 21 de agosto de 2011) fue un actor teatral, cinematográfico y de voz de nacionalidad francesa.

## Biografía
Nacido en Neuilly-sur-Seine, Francia, fue alumno del Conservatorio nacional superior de arte dramático en la clase de Louis Seigner (promoción de 1973). Fue sobre todo conocido del gran público por su papel del inspector Fabre, ayudante del comisario Faroux y enemigo jurado del héroe, en la serie televisiva Nestor Burma. 
Como actor de doblaje, prestó su voz a numerosos actores y personajes de dibujos animados, entre ellos el Pato Lucas (sucediendo a Pierre Trabaud), el gato Silvestre (sucediendo a Georges Aminel), Fantasio o Ned Flanders en Los Simpson (además de otros muchos personajes). A partir de finales de los años 1980 y hasta el año 1996, Patrick Guillemin fue también la voz de diferentes personajes de Looney Tunes (con la excepción de Bugs Bunny y Piolín).
Además de su faceta artística, Guillemin tuvo un restaurante en Charenton-le-Pont.
Patrick Guillemin falleció en Cabo Ferret, Francia, a causa de un infarto agudo de miocardio Tras su muerte, se hijo cargo del doblaje del Pato Lucas Emmanuel Garijo, y del Gato Silvestre Patrick Préjean.

## Teatro
Actor
- 1974 : Pauvre France, de Sam Bobrick y Ron Clark, escenografía de Michel Roux, Théâtre des Nouveautés
- 1976 : Boeing boeing, de Marc Camoletti, escenografía de Christian-Gérard, Comédie Caumartin
- 1977 : Divorce à la française, de Bernard Alazraki, escenografía de Francis Joffo, Théâtre des Nouveautés
- 1980 : Diable d'homme !, de Robert Lamoureux, escenografía de Daniel Ceccaldi, Théâtre des Bouffes-Parisiens
- 1984 : Coup de soleil, de Marcel Mithois, escenografía de Jacques Rosny, Théâtre des Célestins, giras Herbert-Karsenty
- 1987 : C'est encore mieux l'après-midi, de Ray Cooney, escenografía de Pierre Mondy, Théâtre des Variétés
- 1988 : Ma cousine de Varsovie, de Georges Berr y Louis Verneuil, escenografía de Jean-Claude Islert, Théâtre de la Michodière
- 1991 : Darling chérie, de Marc Camoletti, escenografía del autor, Théâtre Michel
- 1991 : La Bonne Anna, de Marc Camoletti, escenografía del autor, Théâtre Michel
- 1993 : Sexe et jalousie, de Marc Camoletti, escenografía del autor, Théâtre Michel
- 2005 : La Peau du personnage, de Philippe Craig, escenografía de Gérard Hernandez, Le Funambule Montmartre
- 2010 : Le Technicien, de Éric Assous, escenografía de Jean-Luc Moreau, Théâtre du Palais-Royal

Director
- 1995 : Le Vison voyageur, de Ray Cooney y John Chapman, Théâtre de la Michodière

## Selección de su filmografía

### Cine
- 1976 : Les vécés étaient fermés de l'intérieur, de Patrice Leconte
- 1979 : New Generation, de Jean-Pierre Lowf Legoff
- 1980 : Comme une femme, de Christian Dura
- 1986 : Dressage, de Pierre B. Reinhard
- 1987 : On se calme et on boit frais à Saint-Tropez, de Max Pécas
- 1987 : La Revanche des mortes vivantes, de Pierre B. Reinhard
- 1992 : Tableau d'honneur, de Charles Nemes
- 1994 : La pasión turca, de Vicente Aranda
- 1996 : Les Bidochon, de Serge Korber
- 1998 : La Femme du cosmonaute, de Jacques Monnet
- 1999 : C'est pas ma faute !, de Jacques Monnet
- 2003 : Perles à rebours, de Pierre Excoffier y François Hernandez
- 2009 : Bambou, de Didier Bourdon

### Televisión
- 1980 : La Vie des autres, episodio L'Intruse
- 1980 : Les Maîtres sonneurs
- 1980 : George Dandin ou le Mari confondu
- 1980 : La Mort en sautoir
- 1981 : Marie-Marie
- 1981 : Le Rembrandt de Verrières
- 1982 : Le Féminin pluriel
- 1980 : La Vie des autres, episodio Virginie qui va
- 1987 - 1991 : Marie Pervenche (7 episodios)
- 1991 : L'Ordinateur amoureux
- 1991 - 1998 : Nestor Burma (27 episodios)
- 1992 : Le Réveillon, c'est à quel étage?
- 1992 : Méprise d'otage
- 1994 : Extrême Limite (2 episodios)
- 1994 : Une famille formidable (1 episodio)
- 1995 : Quatre pour un loyer
- 1996 : Le Galopin
- 1996 : Sous le soleil (2 episodios)
- 1997 : Les Petites Bonnes
- 1999 : Tre addii
- 2002 : L'envolé
- 2002 : Une femme d'honneur, de Philippe Monnier (1 episodio)
- 2004 : La Crim' (1 episodio)
- 2004 : Père et Maire, episodio Une deuxième vie
- 2007 : Hubert et le Chien
- 2008 : Ma sœur est moi

## Actor de doblaje

### Cine
Guillemin dobló a los siguientes actores cinematográficos: 
Gregg Berger, Nitin Chandra Ganatra, Greg Cruttwell, Fulvio Falzarano, Victor Garber, Gerrit Graham, Anthony Heald, John Michael Higgins, Nathan Lane, Chris Little, Christopher McDonald, John C. McGinley, Christopher Meloni, Joe Morton, Bill Murray, Paul Newman, Jay Patterson, Bruce Payne, Robert Redford, Kim Robillard, Kevin Spacey y Christopher Walken. 
Además, fue actor de doblaje en diferentes producciones de animación: 
- 1938 : Daffy Duck in Hollywood
- 1939 : Daffy Duck and the Dinosaur
- 1940 : You Ought to Be in Pictures
- 1943 : Yankee Doodle Daffy
- 1943 : Porky Pig's Feat
- 1944 : Donald Duck and the Gorilla
- 1951 : Rabbit Fire
- 1952 : Rabbit Seasoning
- 1953 : Duck! Rabbit! Duck!
- 1994 : The Swan Princess 1, La princesa cisne II: El secreto del castillo y La princesa cisne III: El misterio del reino encantado
- 1994 : The Pagemaster
- 1997 : Anastasia
- 1999 : Bartok el Magnífico
- 2000 : The Emperor's New Groove
- 2000 : Tweety's High-Flying Adventure

### Televisión
Al igual que en el cine, para la televisión también participó en diferentes series, principalmente de animación:
- Days of our Lives
- The Tick
- Ai Shite Night
- Tiny Toon Adventures
- Animaniacs
- Tazmania
- Duck Dodgers
- Spirou
- Súper amigos
- La Grande Supercherie
- Los Simpson
- Animalia
- Loca academia de policía
- The Sylvester & Tweety Mysteries
- Where on Earth Is Carmen San Diego?
- The Adventures of Sam and Max: Freelance Police
- Jumanji
- The Looney Tunes Show
- 1999-2002 : Courage the Cowardly Dog
- Sheep in the Big City

### Videojuegos
- 2000 : Looney Tunes Space Race
- 2011 : Star Wars: The Old Republic
- 2011 : Deus Ex: Human Revolution